# Liechtensteiner Grenzwache

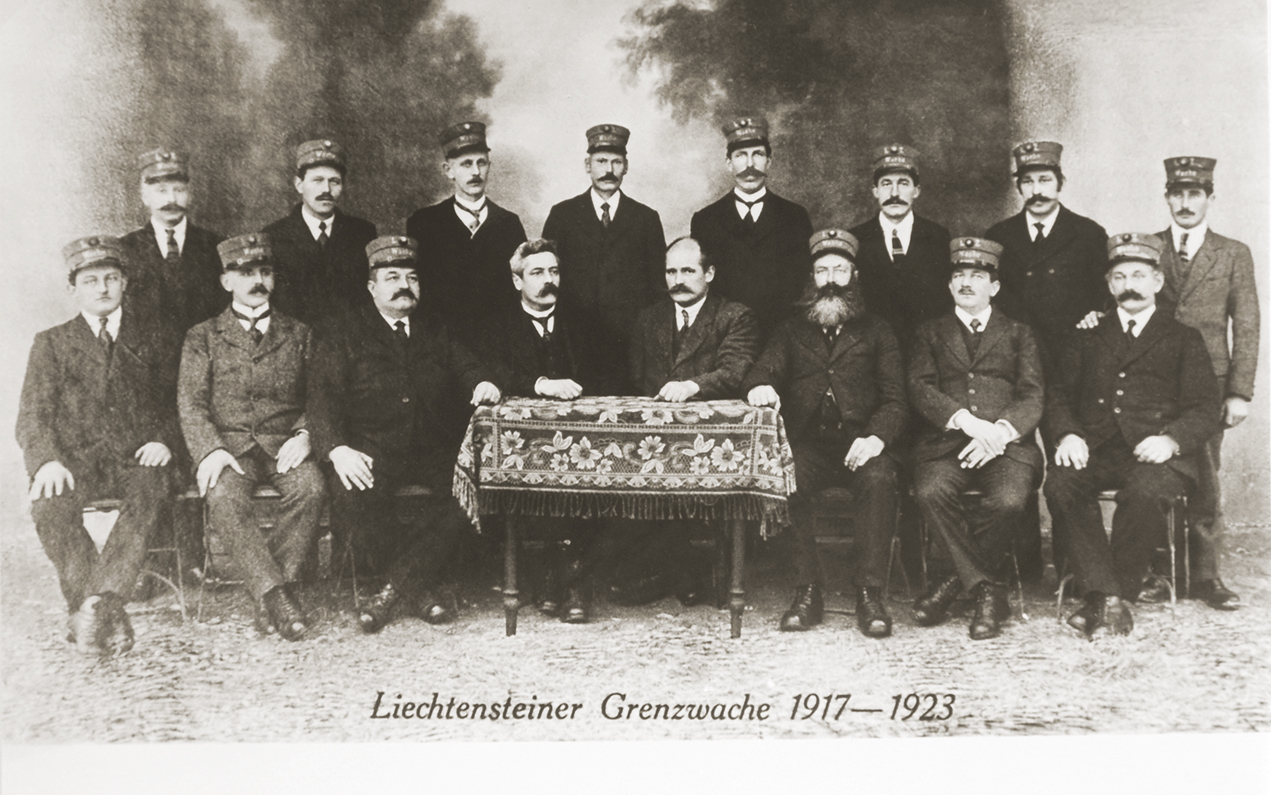
Liechtenstein hatte von 1919 (nicht 1917) bis 1923 an eine eigene Grenzwache.

Die Liechtensteiner Grenzwache war eine bewaffnete polizeiliche Einheit, die 1919 zur Sicherung der Grenzen des Fürstentums Liechtenstein zur Schweiz und zu Österreich aufgestellt worden war. Sie löste die Österreichische Finanzwache ab, die seit 1852 die Grenze von Liechtenstein zur Schweiz abgesichert hatte. Im Jahre 1924 übernahmen die schweizerischen Grenzwachtkorps die Bewachung der liechtensteinischen Grenze zu Österreich.

## Geschichte
Vor dem Abschluss des Zollvertrags zwischen dem Kaiserreich Österreich und Liechtenstein 1852 gab es in Liechtenstein keine organisierte Grenzkontrolle. Nur in Kriegszeiten wurden die Grenzen bewacht. Die im Volksmund «Finanzer» genannten Finanzwächter Österreichs operierten von der vorarlbergischen Stadt Feldkirch aus und sicherten seit 1852 die Grenze zur Schweiz. Sie waren bei der Bevölkerung Liechtensteins nicht sonderlich beliebt, da sie auch für das Eintreiben von Verzehrsteuern auf Bier, Wein, Most, Fleisch, Schlachtvieh sowie Branntwein zuständig waren und daher im ganzen Land operierten. Liechtensteiner Bürger konnten diesen Dienst auch ausüben und wurden auch im angrenzenden Vorarlberg eingesetzt. Als Folge des Ersten Weltkriegs kündigte Liechtenstein 1919 den Zollvertrag mit Österreich. Die Liechtensteiner Regierung gründete die Liechtensteiner Grenzwache, die die Aufgabe hatte, die Grenzen zu Österreich und zur Schweiz zu sichern. Die Grenzwache hatte eine Personalstärke von 30 Mann. Nach dem Abschluss des Zollvertrags mit der Schweiz übernahmen am 1. Januar 1924 die Schweizer Grenzwachtkorps die Aufgaben der aufgelösten Liechtensteiner Grenzwache. Das Korps setzte dafür 60 Mann ein, die in Buchs stationiert waren.